# Prusias Ier
Sauf précision contraire, les dates de cet article sont sous-entendues « avant l'ère commune » (AEC), c'est-à-dire « avant Jésus-Christ ».
Prusias Ier le Boiteux (grec : Προυσίας Α' ὁ Χωλός) est roi de Bithynie de 230 à 182 av. J.-C.

## Biographie
Il est le fils de Zélas, roi de 243 à 230 environ, et le petit-fils de Nicomède Ier.
Lors des dernières années de sa vie, après s'être emparé de Tieion et d'autres dépendances, d'Heraclide du Pont, il a assiégé cette ville et pendant le siège, il a été blessé par une pierre qui l'a laissé boiteux, c'est pourquoi il a reçu le surnom de Boiteux.
Prusias épouse Apama III, la fille de Démétrios II, roi de Macédoine. 

## Contexte militaire

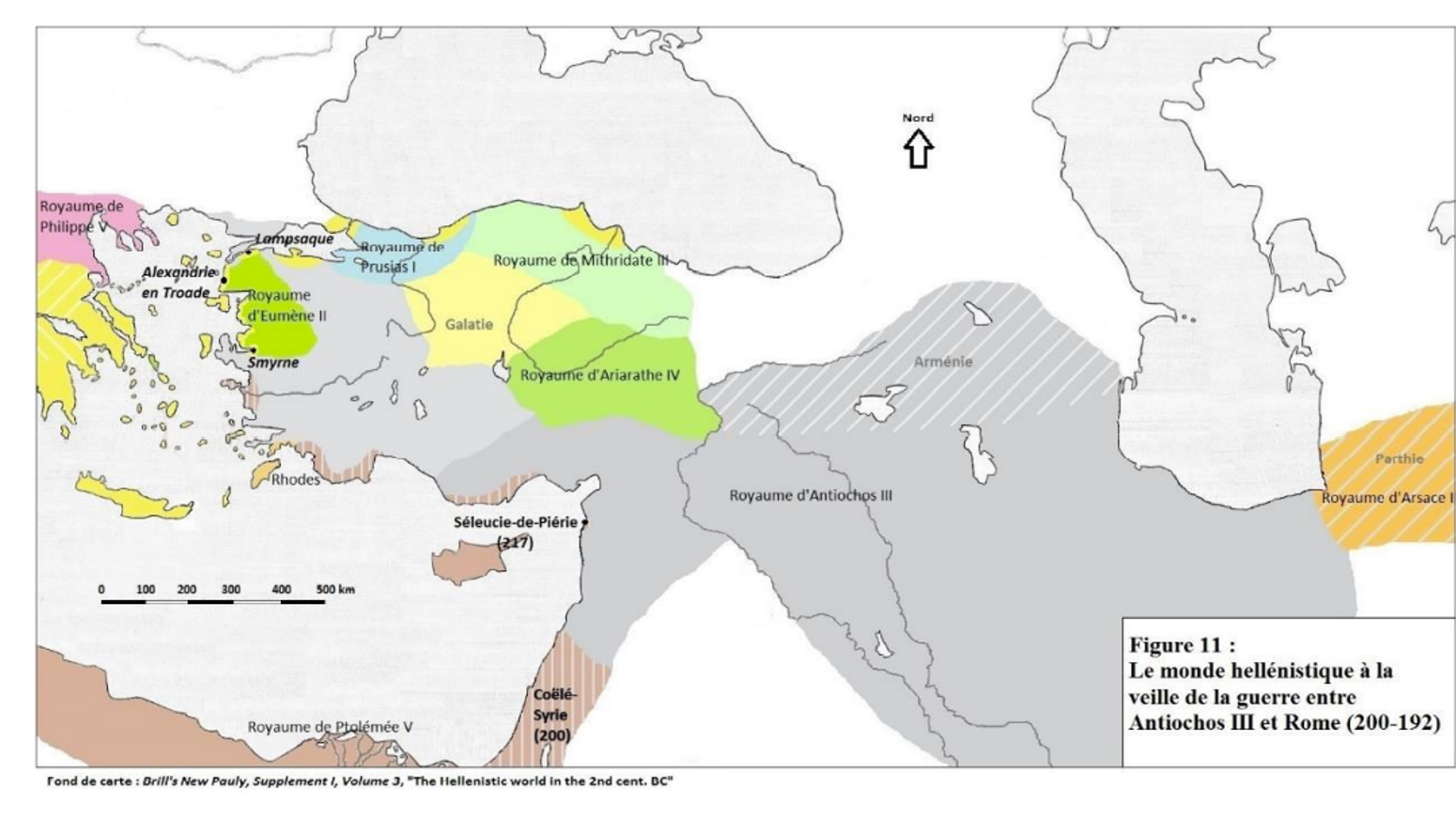

Il mène une guerre contre Byzance afin d’étendre son influence sur les Détroits. Cette guerre a lieu dans le cadre de la guerre antiochique. Byzance, submergée par les tributs qu’elle devait payer aux Gaulois, fait payer un droit d’entrée dans le Pont-Euxin, mais également un droit de sortie. Mécontents de ces taxes excessives, les Rhodiens, de grands marins, décident de mener une guerre contre les Byzantins. Prusias s’allie à Rhodes pendant cette guerre qui a lieu en 220 Byzance appelle au secours Attale Ier de Pergame et Achaios Ier. Prusias craint beaucoup car ces deux ennemis sont de grands guerriers, et Attale Ier est roi en deçà du Taurus. Prusias a plusieurs raisons d’en vouloir à Byzance : les Byzantins n’ont pas respecté plusieurs promesses. Prusias, après un accord avec Rhodes, est chargé des attaques sur terre et Rhodes, sur mer. Prusias s’empare du Hiéron et des terres byzantines d’Asie. Cauaros, le roi des Galates de Thrace, part pour Byzance pour faire négocier un compromis et faire cesser la guerre. 
Prusias et Byzance sont prêts à signer cet accord, tandis que les Rhodiens envoient une ambassade pour signer la paix mais aussi des trières pour montrer qu’ils peuvent continuer la guerre. La paix est donc conclue. Le traité stipule que Byzance s’abstiendrait de faire payer des taxes à l’entrée du Pont-Euxin. De son côté, Prusias devrait restituer à Byzance tout ce qu’il lui a pris, dont des esclaves (des dépendants ruraux se rapprochant des Hilotes [selon Phylarque]).
Furieux des clauses du traité d’Apamée de 188 qui étend de façon considérable le royaume rival de Pergame, il lutte contre celui-ci et recueille Hannibal. Mais il est contraint pour sauver son royaume en 183 de livrer son illustre hôte, lequel préfère se suicider. Son fils Prusias II lui succède vers 182.
Avec la paix d'Apamée, Rome débute sa conquête de l'Asie Mineure sans pour autant mener de guerre mais en profitant des luttes entre divers royaumes et cités.

## Politique menée
Prusias Ier réinstaure la mode du portrait sur les pièces de monnaie. En effet, son image est au cœur du monnayage royal. Son portrait est humanisé et idéalisé. Ces deux traditions sont empruntées à la Grèce. Le roi Prusias est représenté comme un monarque jeune, aux traits fins. Outre la symbolique de ces pièces de monnaie qui permettaient aux Bithyniens de connaître l'image de leur roi, les tétradrachmes sont particulièrement utilisés pour rémunérer les soldats et pour réaliser des échanges commerciaux. 
Prusias Ier porte le royaume de Bithynie à son apogée en prenant exemple sur les grandes monarchies hellénistiques. Il lutte ainsi contre le royaume de Pergame afin de se placer comme grand défenseur de l'hellénisme dans la région. 
Prusias est également un bâtisseur. Il construit plusieurs villes en Bithynie, sans se limiter aux régions côtières. En effet, il bâtit les villes de Prousa de l’Olympe, Prousias de l’Hypios et Bithynion. Selon Henri-Louis Fernoux, ces villes ont été bâties dans des contextes bien spécifiques, "Prousa de l’Olympe vit le jour vers 186-183, alors qu’un conflit opposait Prusias Ier à Eumène II de Pergame. L’enjeu de l’affrontement, la maîtrise de l’Olympe et des zones alentour, y justifiait la fondation d’une place bithynienne. De la même manière, Prusias, en « créant » Prousias de l’Hypios et Bithynion à la fin des années 180, voulut consolider ses nouvelles conquêtes orientales et se prémunir contre les désirs de revanche d’Héraclée Pontique." 

## Succession
Prusias II succède à son père et poursuit sa politique bien que la Bithynie soit diminuée depuis le traité d'Apamée. Prusias II entretient la rivalité avec le royaume de Pergame d'Eumène II comme le montre Polybe dans ses portraits croisés du roi bithynien et du roi de Pergame allié de Rome. 